# Superantigen

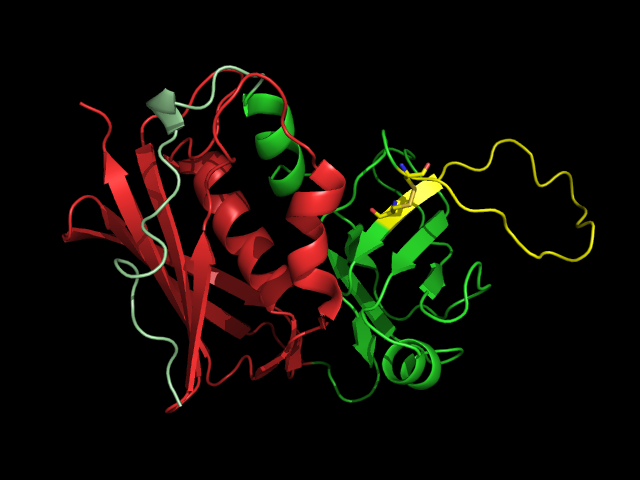
Stafylokokový enterotoxin B je typickým superantigenem

Superantigen je virový nebo bakteriální protein, který se váže současně na Vβ doménu T-buněčného receptoru a na řetězec α molekuly MHC II. Tvorba superantigenů je typická např. pro streptokoky a stafylokoky. V těle superantigen spouští intenzívní imunitní reakci a způsobují např. otravu jídlem, nevolnost a průjem, toxický šok a podobné příznaky.

## Mechanismus
Superantigeny se vážou na komplex MHC II na antigen prezentující buňce a zároveň na T-buněčný receptor T-lymfocytů. Tím se liší od klasických bílkovinných antigenů, které se na MHC antigen prezentujících buněk vážou až poté, co jsou v buňkách rozkrájeny na krátké fragmenty. Když se v krvi objeví superantigeny, dochází k aktivaci 2–20 % všech T-lymfocytů. Tyto lymfocyty začnou produkovat obrovské množství jistých cytokinů, které vyvolávají silnou systémovou reakci, nicméně tlumí adaptivní imunitu.